# Léon Davent

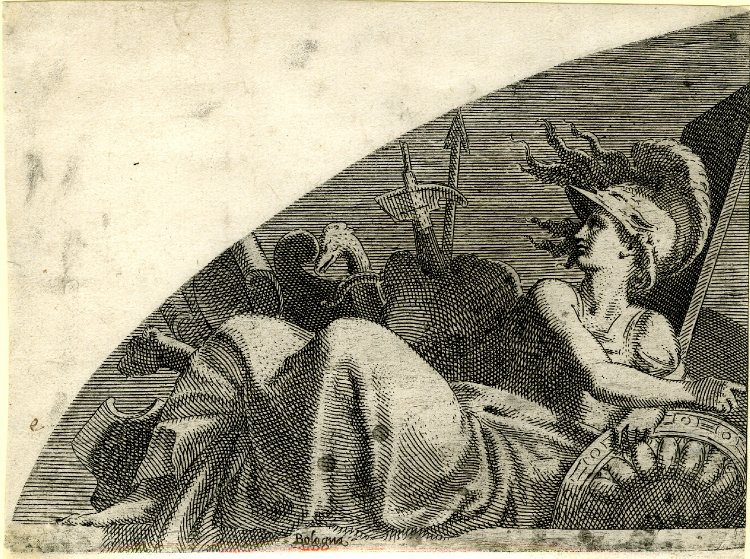
Bellone, d'après Francesco Primatice

Léon Davent est un graveur français actif entre 1540 et 1556, étroitement associé à la première école de Fontainebleau. Il a travaillé à la fois au burin et à l'eau-forte et nombre de ses œuvres sont basées sur des dessins de Francesco Primaticcio, « rendus avec audace et liberté », ou Luca Penni, notamment.
On pense qu'il existait un atelier au château de Fontainebleau dans les années 1540, dans lequel il était l'un des principaux graveurs. Leur principal objectif semble avoir été d'enregistrer le nouveau style qui se forgeait à Fontainebleau, en copiant à la fois les peintures des sujets principaux et les stucs ornementaux élaborés ou autres décorations.
À quelques exceptions près, ses estampes sont signées uniquement par « L.D. », et son identité a longtemps été incertaine ; il est connu sous le nom de « Maître L. D. » dans la littérature plus ancienne. Entre 98 et 226 estampes lui sont attribuées.

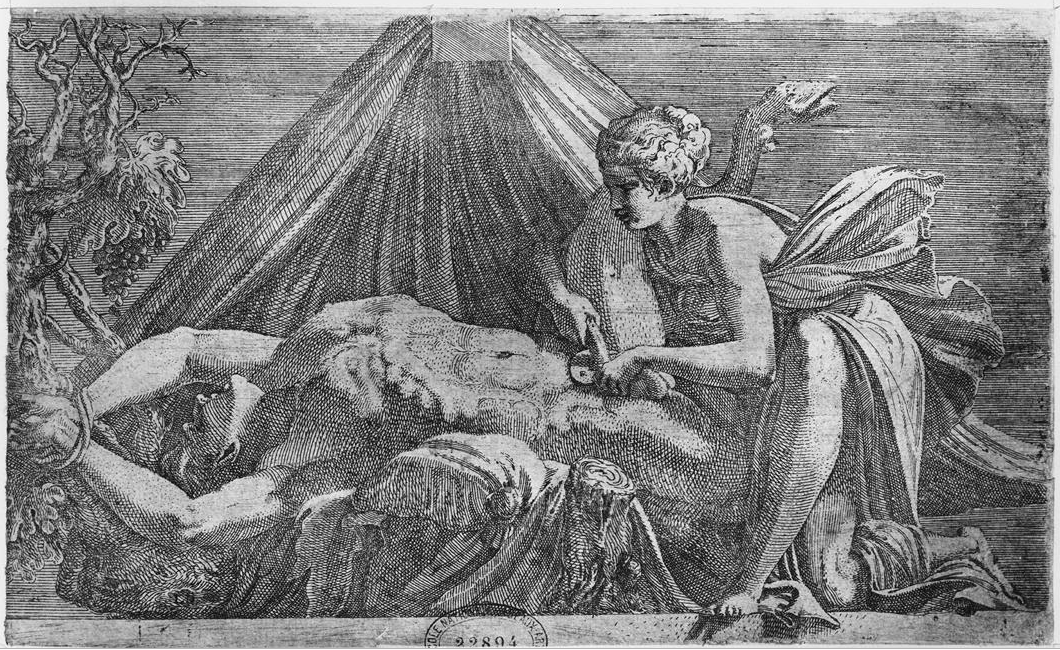
Nymphe mutilant un satyre.

## Biographie

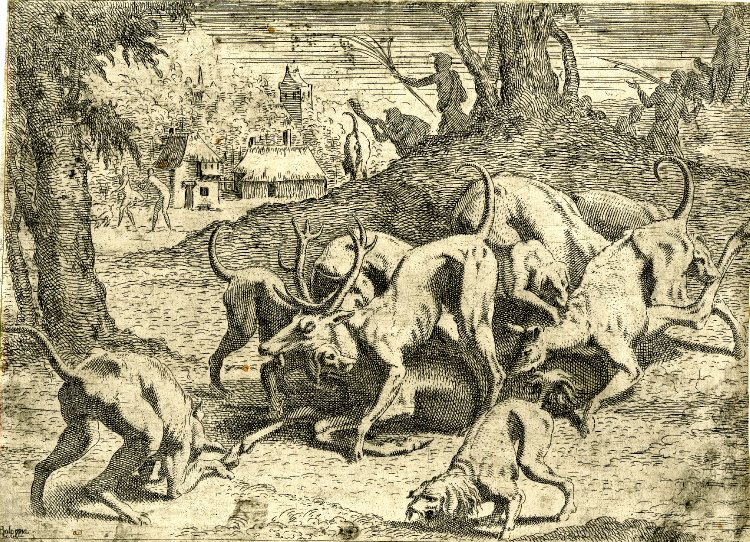
Scène de chasse, peut-être Mort d'Actéon. Signé « Bologna », d'après le Primatice.

On sait très peu de choses sur sa vie ; ses gravures datées s'échelonnent entre 1540 et 1556, date à laquelle il laisse une série incomplète, ce qui pourrait indiquer sa mort. Il n'existe aucune preuve qu'il ait suivi une formation de peintre et, comme beaucoup de premiers graveurs, il a peut-être reçu une formation d'orfèvre, un métier où la gravure était encore importante. Ses gravures, qui sont présumées être ses premières œuvres, témoignent d'une aisance considérable dans cette technique difficile,. Selon Henri Zerner, il pourrait avoir produit environ 9 premières estampes avant de s'installer à Fontainebleau, et il pourrait n'avoir commencé à graver à l'eau-forte, plutôt que de graver, que vers 1540. D'autres considèrent qu'il n'a commencé à faire des gravures qu'en 1540, date à laquelle apparaît sa première estampe datée, et des eaux-fortes vers 1543-1544,,. Une fois le changement opéré, il n'a plus fait que des gravures. Antonio Fantuzzi, l'un des Italiens de Fontainebleau, lui a peut-être enseigné la gravure et semble lui avoir transmis une partie de son expérience des techniques de gravure.
En dehors de Penni et de Primaticcio, qu'il connaissait, il a réalisé des estampes d'après des dessins rapportés d'Italie, vraisemblablement par Primaticcio, par Giulio Romano et Parmigianino, mais pas Rosso Fiorentino, contrairement à Fantuzzi et « Maître I♀V ».
Vers 1546, il semble avoir quitté la France, peut-être en compagnie de Luca Penni, car un certain nombre d'estampes datées de 1546 ou 1547 sont basées sur des dessins de Penni et imprimées sur du papier d'Allemagne (comme c'était le cas à l'époque). Ces derniers utilisent également de l'encre noire et « l'impression a un aspect dur et professionnel ». Il a réalisé une partie des illustrations pour Les Quatre Premiers Livres des navigations et pérégrinations orientales du géographe et valet de chambre Nicolas de Nicolay, publiées à Lyon en 1567. Henri Zerner ne lui attribue que 3 des illustrations, alors qu'Herbet lui en donne 61,. 

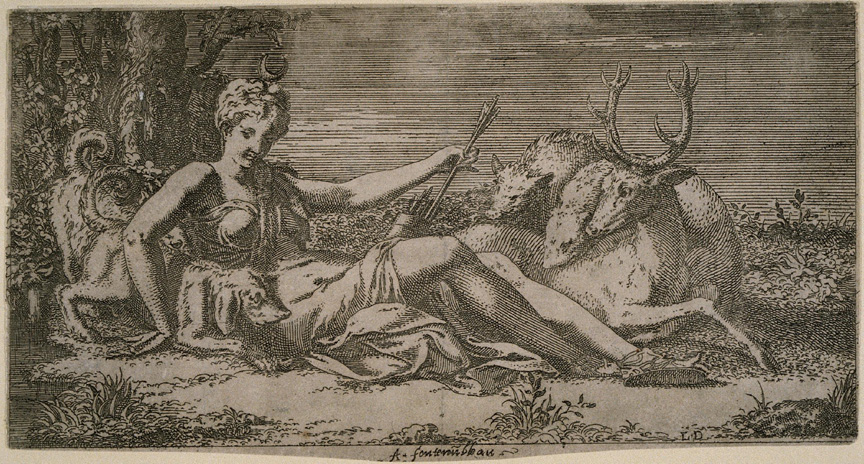
Diane au repos, après 1547, gravure d'après Primaticcio.

Dans les années 1550, Léon Davent est à Paris et utilise à nouveau les dessins de Penni. En tant que « Lion Davant », il a signé un contrat en 1555 pour produire des illustrations pour un livre intitulé Livre de la diversité des habits du Levant, toujours par de Nicolay. La dernière impression de Davant pour ce livre est datée de 1556, mais le livre publié ne contient que 61 planches, au lieu des 80 prévues dans le contrat. La publication de ce contrat par Catherine Grodecki en 1974 a mis fin à la discussion sur l'identité du « Maître L. D. » ; il y avait eu un certain nombre d'autres suggestions, en particulier Léonard Thiry. Il a également travaillé en étroite collaboration avec Antonio Fantuzzi (en), et a gravé un certain nombre de dessins de Thirly. Dans le contrat de novembre 1555, il est enregistré comme habitant dans la rue Saint-Jacques,.

## Atelier de Fontainebleau
Bien qu'il n'existe pas de preuve certaine, la plupart des spécialistes s'accordent à dire qu'il existait un atelier de gravure au sein même du château de Fontainebleau, reproduisant les dessins des artistes pour leurs œuvres dans le palais, ainsi que d'autres compositions qu'ils réalisaient. Les graveurs les plus productifs étaient Davent, Fantuzzi et Jean Mignon, suivis par l'artiste « mystérieux » connu par son monogramme comme « Master I♀V » (♀ étant le symbole alchimique du cuivre, à partir duquel les plaques d'impression étaient fabriquées), et l'atelier semble avoir été actif entre environ 1542 et 1548 au plus tard ; François Ier est mort en mars 1547, après quoi le financement du palais a pris fin, et l'école s'est dispersée. Ce sont les premières eaux-fortes réalisées en France, et non loin derrière les premières utilisations italiennes de la technique, originaire d'Allemagne,. Les premières impressions de toutes les gravures de Fontainebleau sont à l'encre brune, et leur intention semble avoir été essentiellement reproductive.
L'intention de l'atelier était de diffuser plus largement le nouveau style qui se développait au palais, tant en France qu'auprès des pairs des Italiens de retour en Italie. On ne sait pas si l'initiative en est venue du roi, d'un autre mécène ou des artistes eux-mêmes. David Landau pense que c'est Primaticcio qui en fut l'instigateur, ; il avait pris la direction des travaux à Fontainebleau après le suicide de Rosso Fiorentino en 1540.

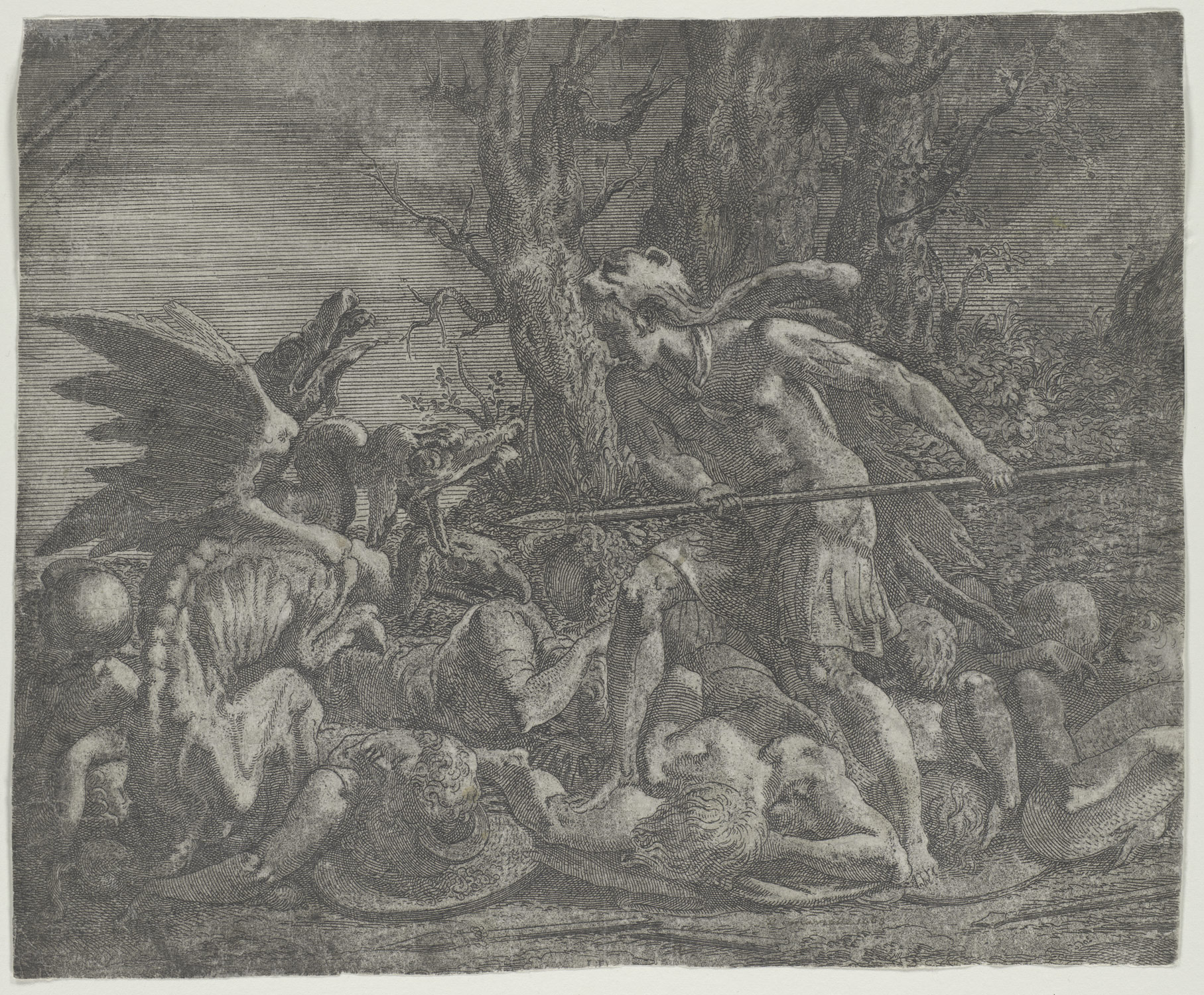
Cadmos combattant le dragon, d'après Primaticcio.

L'entreprise semble avoir été « juste un peu prématurée » pour ce qui est de trouver un marché. Les gravures à l'eau-forte étaient souvent marquées par des signes de l'inexpérience et parfois de l'incompétence de l'atelier avec la technique de la gravure, et selon Sue Welsh Reed : « Peu d'impressions ont survécu de ces plaques, et il est douteux que beaucoup aient été tirées. Les plaques étaient souvent mal exécutées et mal imprimées ; elles étaient souvent rayées ou mal polies et ne s'essuyaient pas. Certaines ont pu être fabriquées dans des métaux doux comme le cuivre, comme le métal blanc. » Un marché de l'estampe en pleine expansion préférait les « textures très achevées » de Nicolas Béatrizet, et plus tard des graveurs « compétents mais finalement peu inspirés » comme René Boyvin et Pierre Milan.

## Œuvres, style et technique
À quelques exceptions près, ses estampes sont signées uniquement par « L.D. », et son identité a longtemps été incertaine ; il est connu sous le nom de « Maître L. D. » dans la littérature plus ancienne. Entre 98 et 226 estampes lui sont attribuées.
David Landau décrit l'une de ses eaux-fortes (Female Nude Standing) comme représentant « la transposition imaginative de la nouvelle expression artistique » dans une « eau-forte expérimentale [...] pleine d'appareils de lumière et de clair-obscurs osés, mais aussi défigurée par les tâches de morsure et une impression menée par un incompétent. »
Cadmos combattant le dragon est un grand tableau (25 × 30,5 cm, avec de petites marges) et très bien finie, sur un dessin de Primaticcio, qui est l'une de ses gravures les plus appréciées. Selon le Metropolitan Museum of Art, elle « fournit un excellent exemple de la préférence de Davent pour un ton gris général, duquel se détachent quelques zones plus claires, donnant un relief subtil aux formes. Ce résultat est obtenu tout d'abord en couvrant presque toute la surface de la plaque, y compris le ciel, d'un réseau de lignes très serré. Davent a également laissé la plupart de la plaque rugueuse — voire, dans le cas de cette estampe, délibérément rugueuse — afin qu'elle puisse retenir un film d'encre. Seules quelques zones sont polies et lisses, elles contiennent peu d'encre et se lisent comme des reflets ».

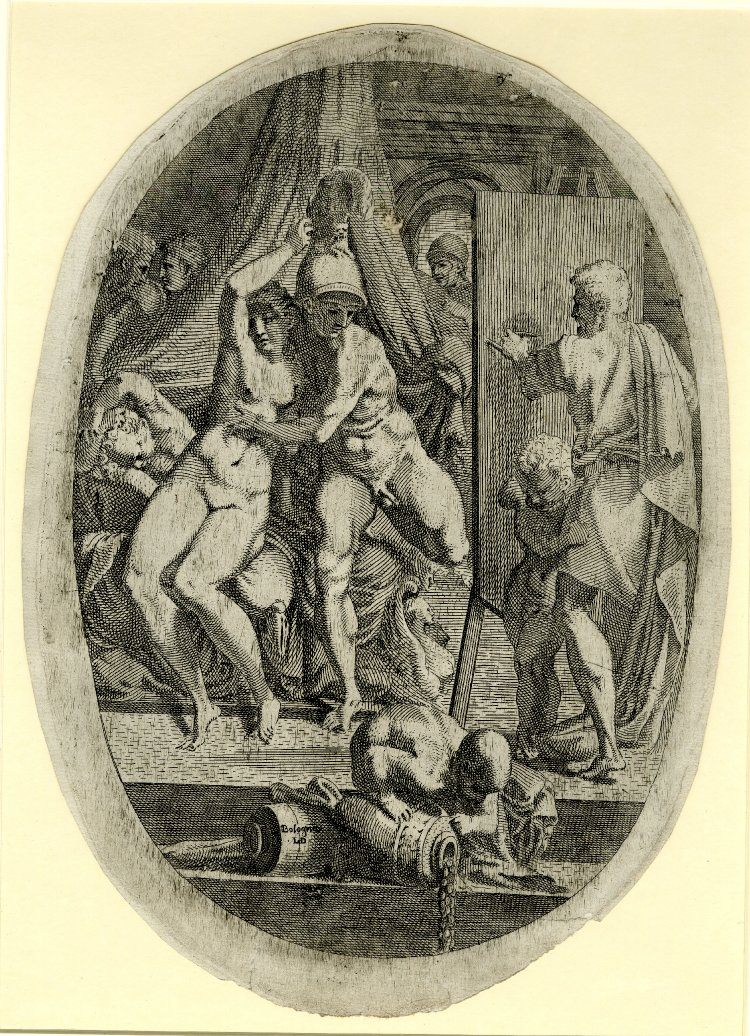
Alexandre le Grand et Campaspe assis sur un canapé et posant pour Apelle debout au premier plan devant son chevalet, d'après Primaticcio, c. 1541-45,.

L'obscurité du sujet est très typique de l'École de Fontainebleau, et à certains moments Jason, Thésée et Hercule ont tous été proposés comme héros, mais il correspond beaucoup mieux à l'histoire de Cadmos, le fondateur légendaire de Thèbes, tel que raconté par Ovide. Il semble faire partie d'un cycle de cinq estampes sur l'histoire de Cadmos, les autres étant de Fantuzzi, Maître I♀V, et deux mains non identifiées,.
Léon Davent a réalisé trois eaux-fortes au format vertical ovale d'après le cycle de fresques de la chambre à coucher de la maîtresse de François Ier, la duchesse d'Étampes (1508-1580), dont on connaît au total onze compositions qui subsistent aujourd'hui. Le cycle montrait la vie d'Alexandre le Grand, mais en mettant peu l'accent sur sa carrière militaire. Certaines survivent in situ, bien que fortement repeintes et peut-être déplacées à l'intérieur de la pièce, qui a été remodelée plus d'une fois, et qui fait maintenant partie de l'« Escalier du Roi ». D'autres survivent sous forme de gravures et de dessins ; le sujet racontant l'histoire d'Alexandre, d'Apelle et de Campaspe a également été gravé à l'eau-forte par Maître I♀V, et est enregistré dans un dessin préparatoire à Chatsworth House. Les peintures ovales étaient placées dans des cadres en stuc beaucoup plus grands, avec un nu féminin debout de chaque côté et bien d'autres choses encore; plusieurs d'entre elles subsistent,.
Une eau-forte de Michel-Ange à l'âge de vingt-trois ans (voir galerie) est « quelque peu, mais pas tout à fait, surprenante » comme sujet en France quelque quarante ans après 1498, lorsque Michel-Ange avait cet âge. Elle est identifiée par l'inscription en dessous, mais n'est pas signée par « L.D. », contrairement à la plupart des estampes de Davent. Il ne s'agit certainement pas « d'une ressemblance réelle, puisque la figure n'est pas du tout individualisée ». Henri Zerner suggère « très provisoirement » que 1498 est la date à laquelle le sculpteur a signé le contrat pour sa Pietà, aujourd'hui dans la basilique Saint-Pierre au Vatican, avec l'ambassadeur de France à Rome, le cardinal Jean de Bilhères, qui a commandé l'œuvre. Un public français pourrait donc considérer ce moment de sa vie comme particulièrement significatif.

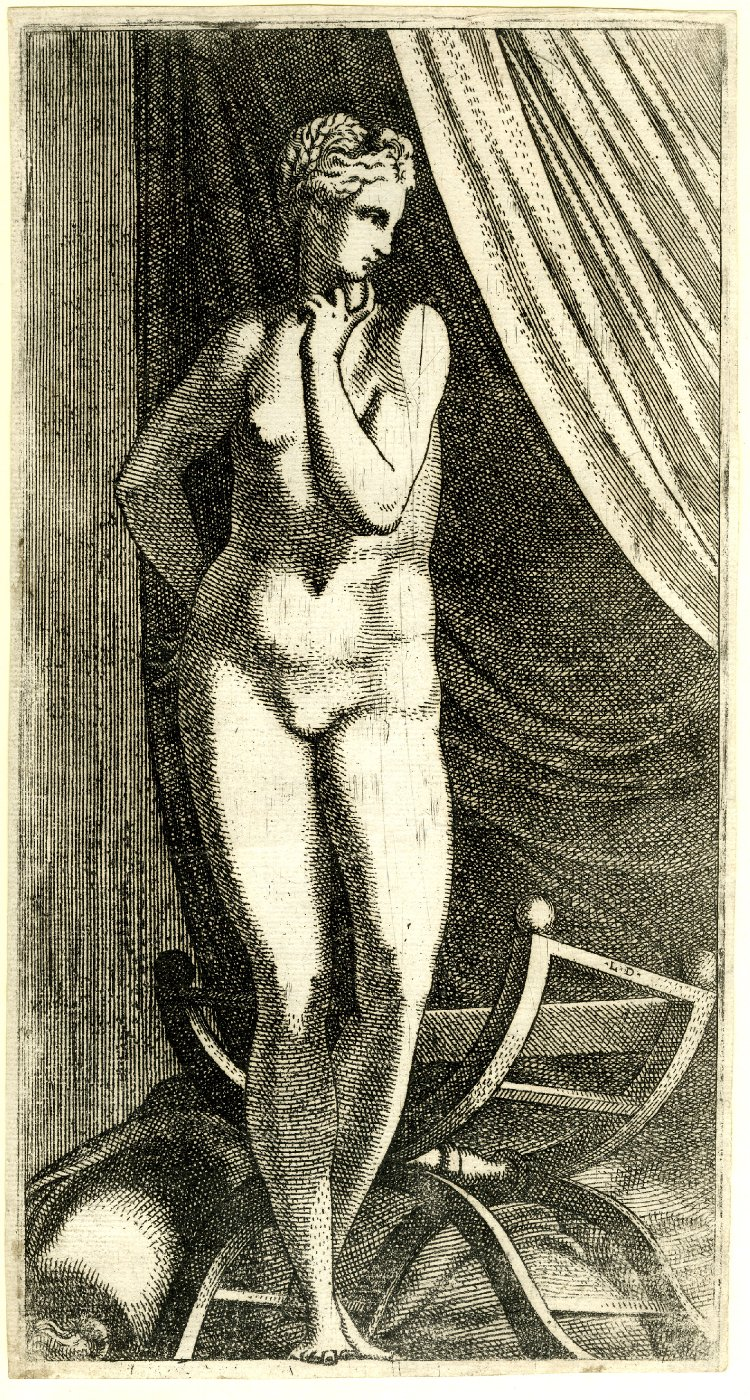
Femme nue debout, peut-être Vénus, d'après Primaticcio, hauteur 280 mm (rogné).
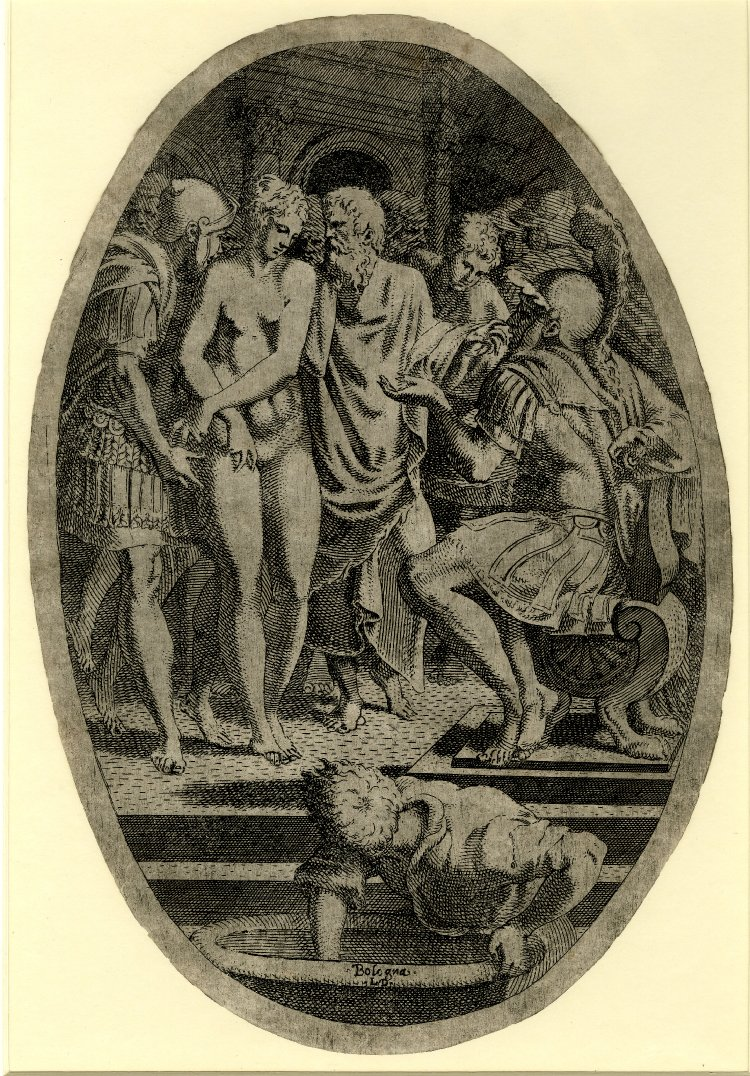
Soldats amenant Timoclée, nue, devant Alexandre le Grand, trônant au premier plan, d'après Primaticcio (c. 1541-45) 341 × 231 mm. Signé « Bologne L.D. ».
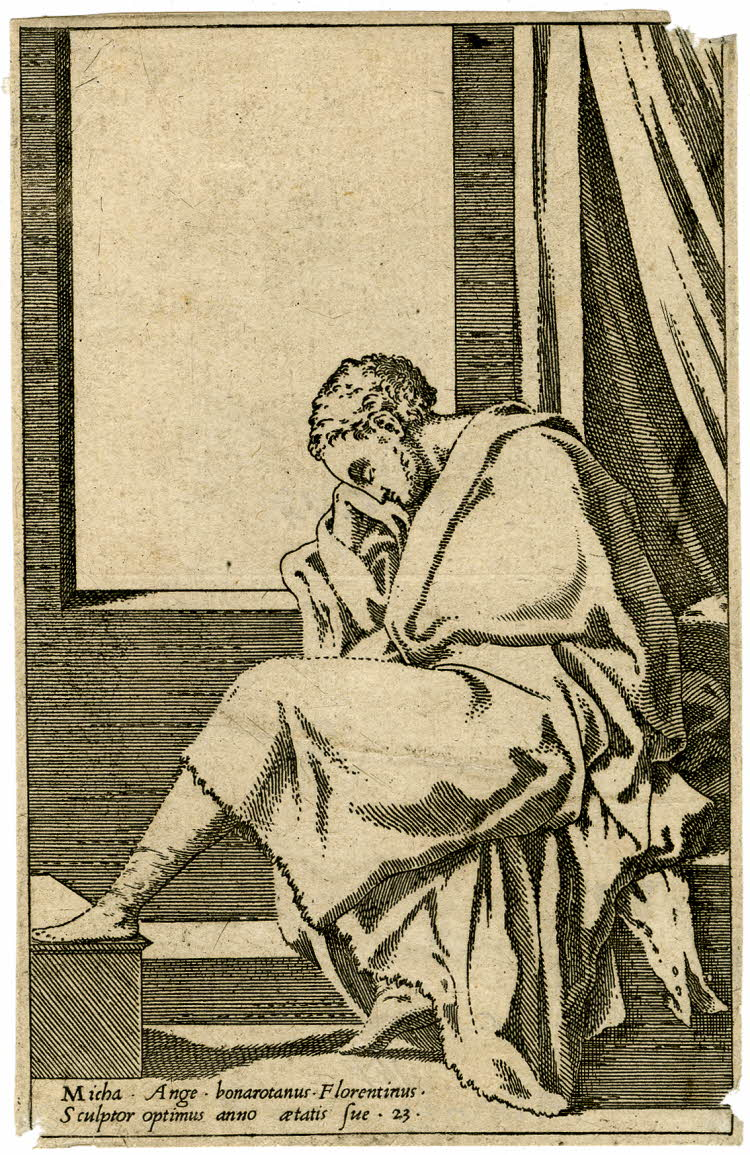
Michelangelo à l'âge de vingt-trois ans, inscription : « Micha . Ange . bonarotanus . Florentinus . Sculptor optimus anno aetatis sue . 23 ».
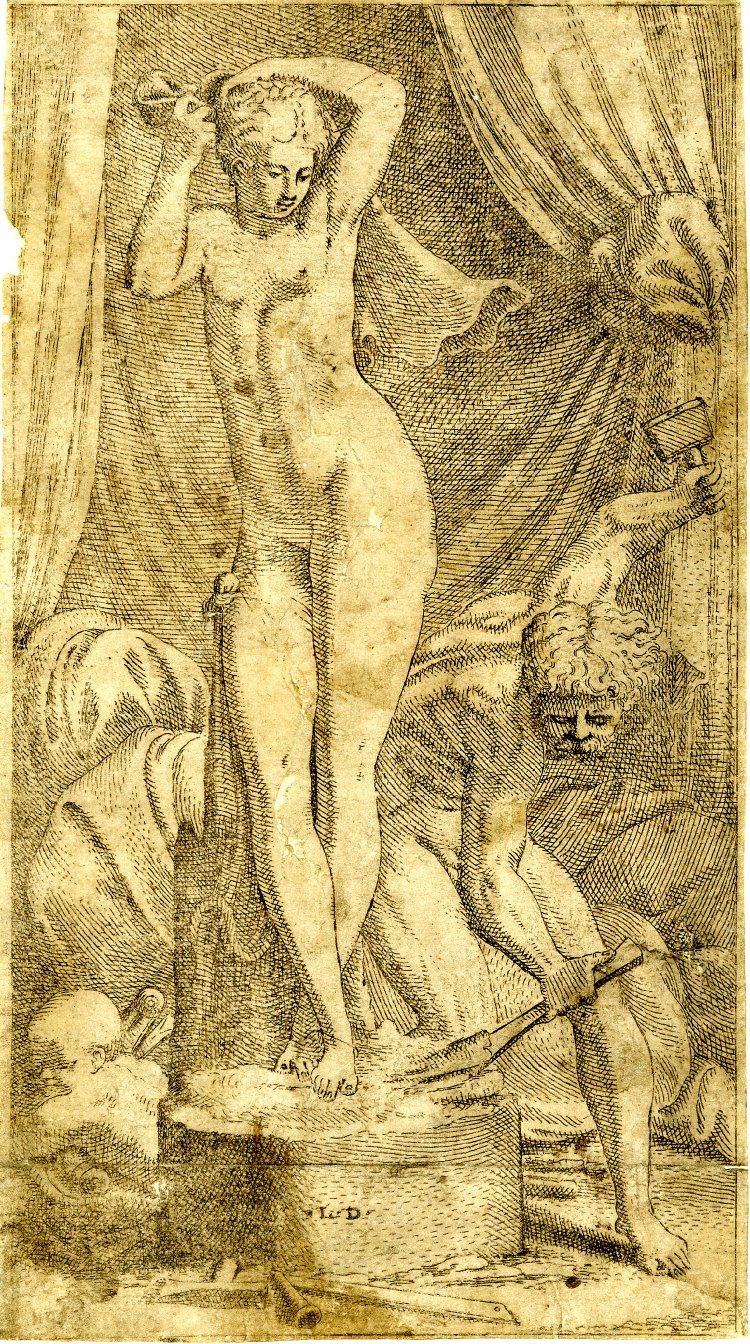
Pygmalion et Galatée : un sculpteur, nu, occupé à travailler sur la statue d'une femme nue (c.1540-45), d'après Primaticcio, hauteur : 235 mm (rogné).
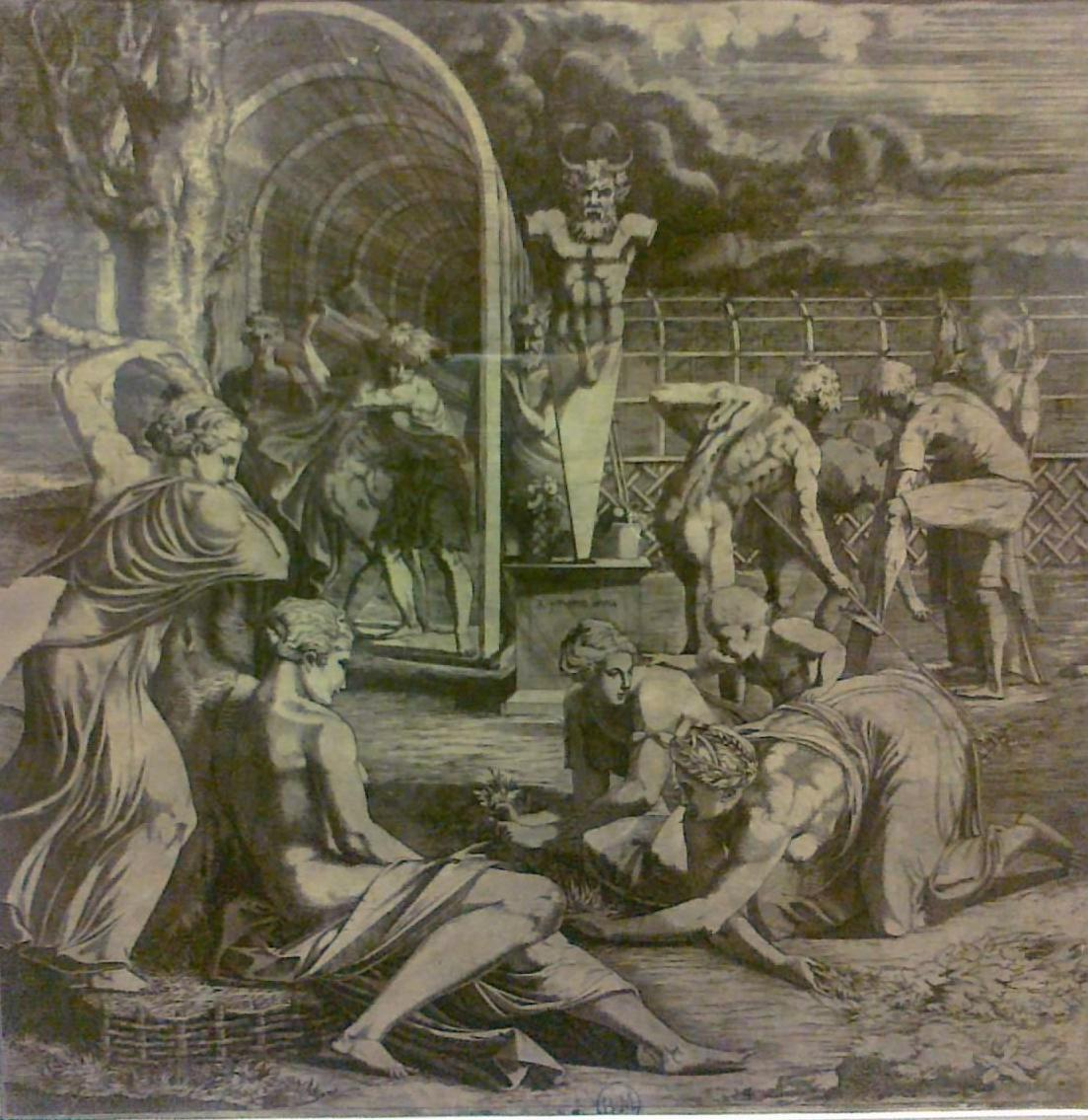
Le jardin de Pomone, d'après Primaticcio.
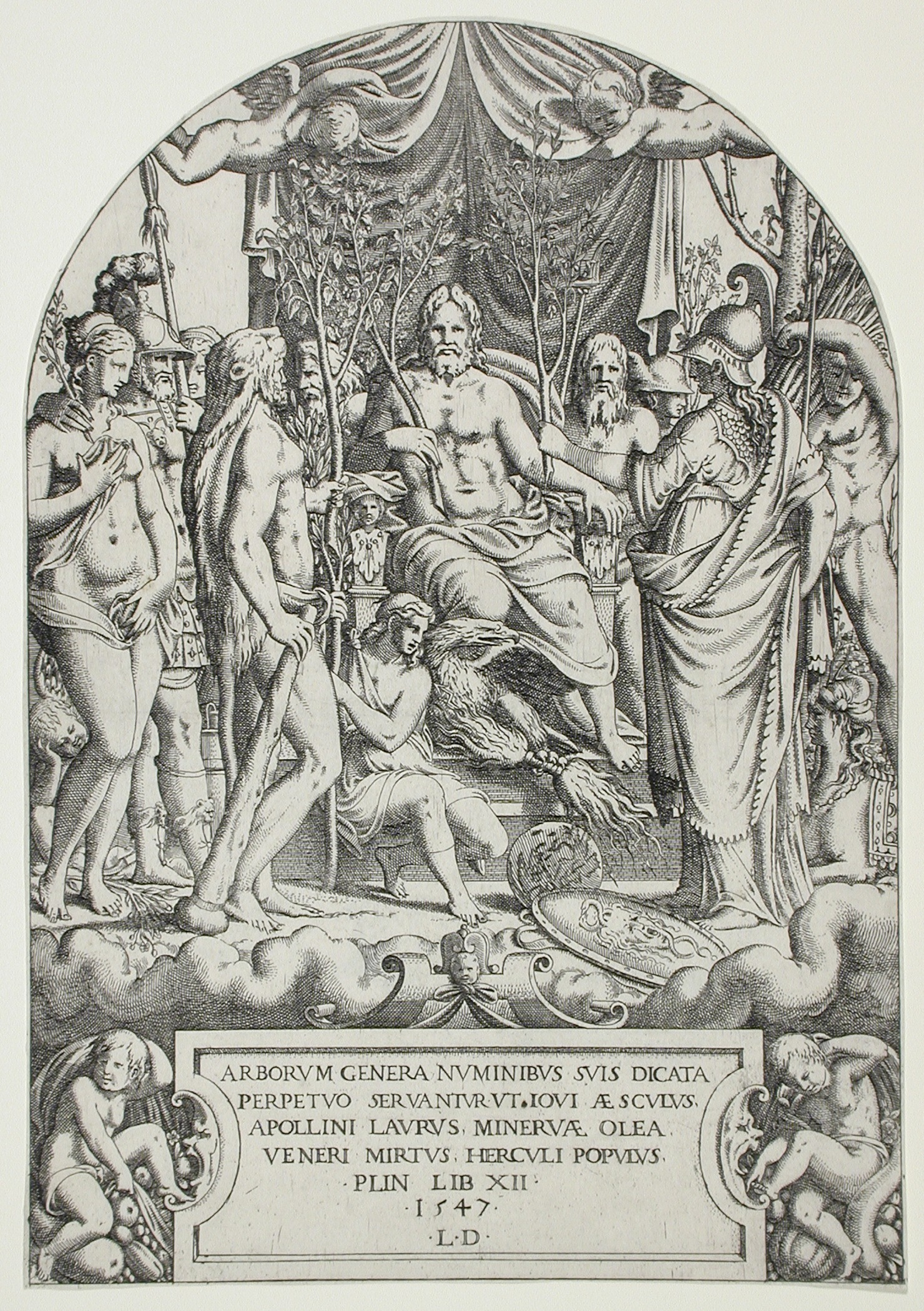
Jupiter, d'après Luca Penni, eau-forte datée de 1547 et signée « L.D. ».
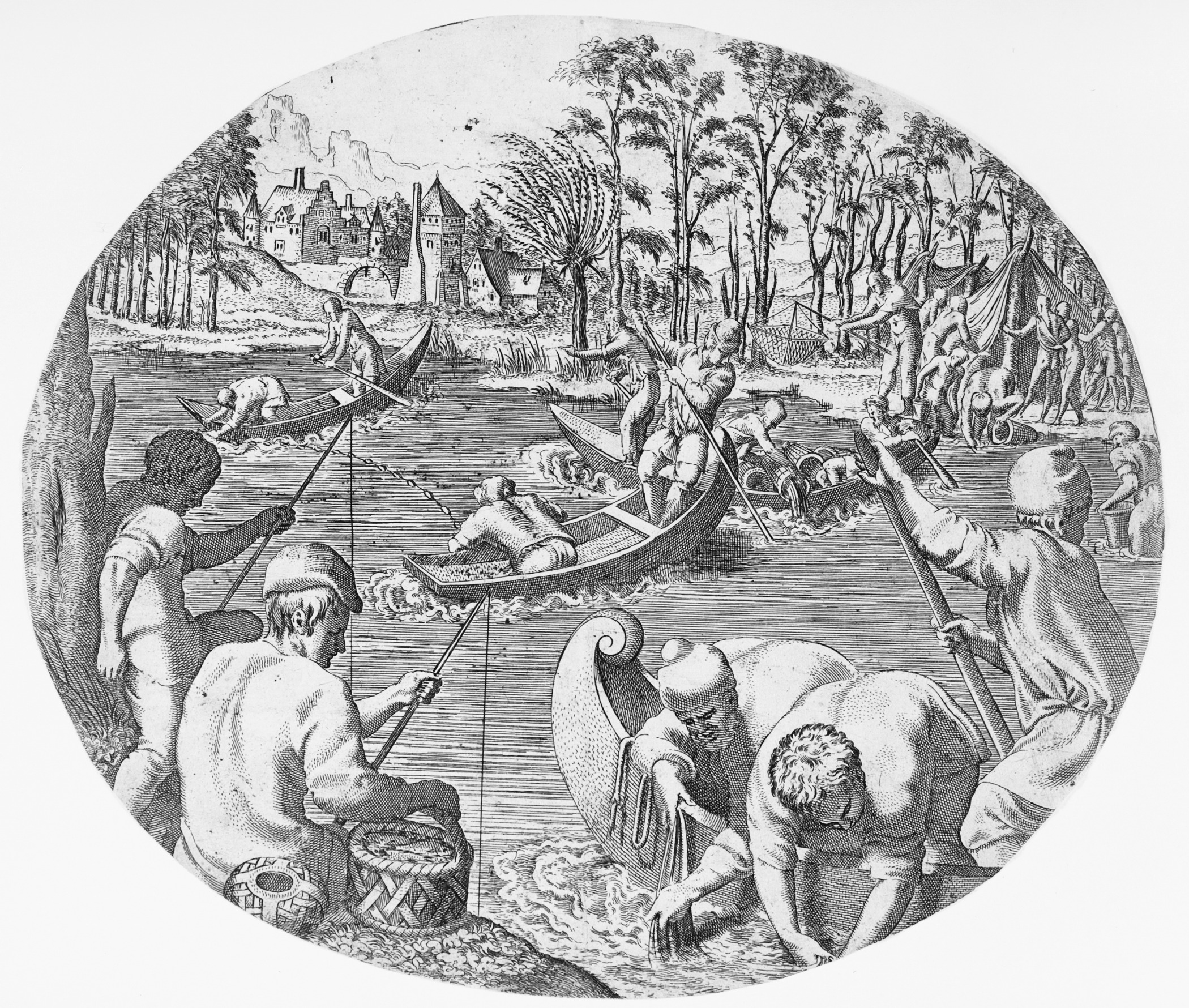
Scène de pêche.
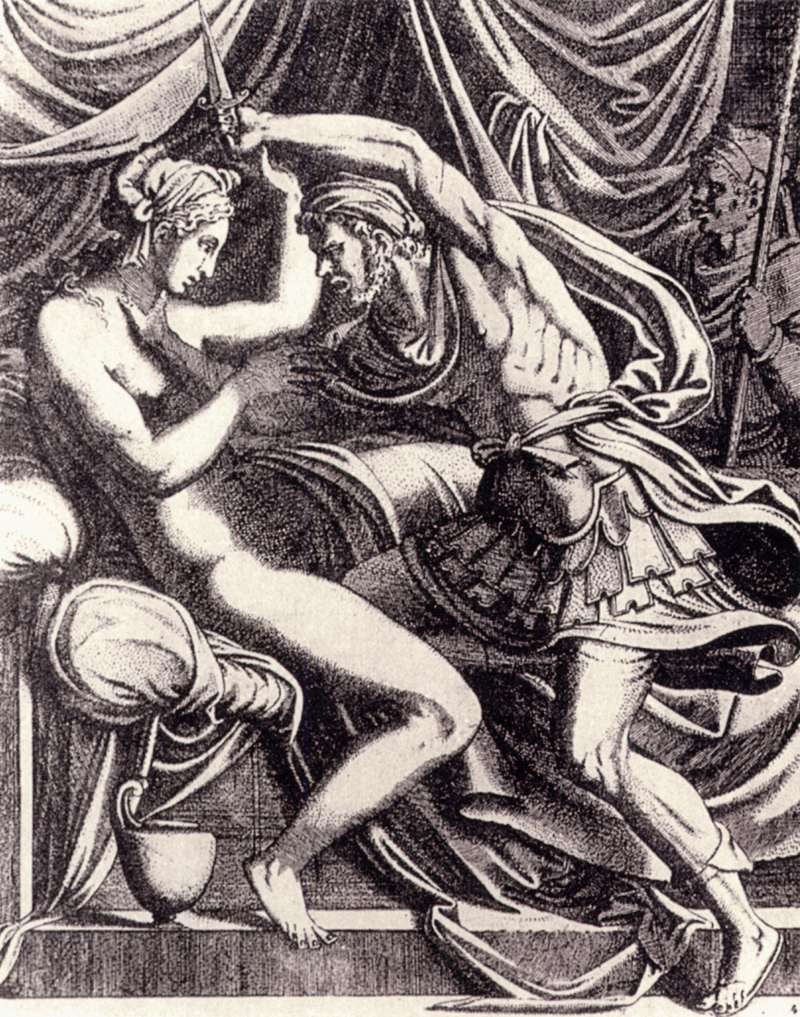
Tarquin et Lucrèce.